# Бігільдіно (Козловський район)
Бігі́льдіно (рос. Бигильдино, чув. Мĕниçырми) — присілок у складі Козловського району Чувашії, Росія. Входить до складу Карачевського сільського поселення.
Населення — 46 осіб (2010; 81 у 2002).
Національний склад:
- чуваші — 81 %